# Прапор Горохова
Прапор Горохова затверджений 2022 року сесією Горохівської міської ради.

## Опис
Квадратне полотнище із співвідношенням сторін 1:1, на якому посередині білий прямий хрест, що торкається кінцями полів (ширина рамен становить 1/7 ширини прапора); верхнє поле від древка та нижнє з вільного краю червоні, два інші – зелені. На верхньому червоному полі від древка біла силуетна композиція брами посередині якої прямий хрест.

## Значення символів
Червоний колір – символ любові та мужності.
Срібло в геральдиці (білий колір) – чистота, надія.
Зелений колір - символ родючості землі та добробуту.
Кольорова червоно-біла (в гербі червоно-срібна) гамма віддзеркалює кольори Волинського краю, що додатково підкреслює географічне розташування Горохівської територіальної громади.

## Джерело
- У Горохівської територіальної громади тепер є офіційні символи (герб та прапор)